# Trencsén (comitaat)
Het comitaat Trencsén (Hongaars: Trencsén vármegye, Latijn: comitatus Trentsiniensis) is een historisch Hongaars comitaat dat bestond tussen de 11e eeuw en 1920. Het ligt tegenwoordig in het noordwesten van Slowakije. Het comitaat werd bestuurd vanuit de burcht Trencsén en vanaf 1650 vanuit de gelijknamige stad (thans Trenčín).

## Ligging
Het comitaat Trencsén grensde in het noorden aan het Oostenrijkse kroonland Oostenrijks-Silezië (tegenwoordig in Tsjechië), het noordoosten aan het Oostenrijkse kroonland Galicië (tegenwoordig in Polen en Oekraïne) en aan het comitaat Árva, in het oosten aan het comitaat Turóc, in het zuidoosten en zuiden aan het comitaat Nyitra, en in het westen aan het Oostenrijkse kroonland Moravië (tegenwoordig in Tsjechië)
Door het gebied stroomt de rivier de Váh.

## Deelgebieden
| Deelgebieden (járások)                  | Deelgebieden (járások)                         |
| Deelgebied                              | Hoofdstad                                      |
| --------------------------------------- | ---------------------------------------------- |
| Trencsén                                | Trencsén, tegenwoordig Trenčín                 |
| Bán                                     | Bán, tegenwoordig Bánovce nad Bebravou         |
| Csaca                                   | Csaca, tegenwoordig Čadca                      |
| Illava                                  | Illava, tegenwoordig Ilava                     |
| Kiszucaújhely                           | Kiszucaújhely, tegenwoordig Kysucké Nové Mesto |
| Nagybiccse                              | Nagybiccse, tegenwoordig Bytča                 |
| Puhó                                    | Puhó, tegenwoordig Púchov                      |
| Vágbeszterce                            | Vágbeszterce, tegenwoordig Považská Bystrica   |
| Zsolna                                  | Zsolna, tegenwoordig Žilina                    |
| Stadtdistrict (rendezett tanácsú város) |                                                |
| Trencsén, tegenwoordig Trenčín          |                                                |